# Парламент Австрії
Парламент Австрії (нім. Österreichisches Parlament) — вищий законодавчий орган Австрії, що складається з двох палат:
- Федера́льна рада (нім. Bundesrat) — 64 місця. Депутати обираються ландтагами (парламентами) земель. Землі представлені різною кількістю депутатів (від 3 до 12) залежно від чисельності населення. Термін повноважень депутата бундесрату — 4 або 6 років залежно від терміну повноважень ландтагу, який їх обрав.
- Націона́льна рада (нім. Nationalrat) — 183 місця. Депутати обираються за пропорційно-списочною системою. Партійний бар'єр для потрапляння до Національної ради — 4 %. Термін повноважень — 4 роки.
- Федеральні збори (нім. Bundesversammlung) — спільне засідання обох палат парламенту. Згідно конституції, законодавчо може відігравати ключову роль лише в імпічменті федерального президента. Збирається в будівлі парламенту на Рингштрассе у Відні лише заради інавгурації федерального президента.

## Склад
Нинішні депутати Національної ради обрані 2013 року.
У парламенті представлені:
- Австрійська народна партія (Österreichische Volkspartei) (28 депутатів у федеральній раді й 79 депутатів у Національній раді);
- Соціал-демократична партія Австрії (Sozialdemokratische Partei Österreichs) (23 та 69 депутатів відповідно);
- Австрійська партія свободи (Freiheitliche Partei Österreichs) (7 та 18 депутатів відповідно),
- «Зелені» (Die Grünen — Die Grüne Alternative (Grüne)) (4 та 17 депутатів відповідно).

## Історія
У 1848 опубліковано указ імператора Австрії Фердинанда I про створення однопалатного виборного парламенту — рейхстагу.
У 1849 рейхстаг розігнано.
У 1861 створено новий законодавчий орган для всієї Австро-Угорської імперії — імперська рада (рейхсрат).
У 1867 утворено Австро-Угорську монархію, рейхсрат став парламентом австрійської частини.
У 1873 введено загальне право голосу для чоловіків, у 1907 — для жінок. У 1907 проведено перші загальні вибори.
У 1918 утворено тимчасові національні збори.
З 1934 по 1945 парламент не функціонував.